# عقلية بحسب الظروف (علم نفس)
عقلية بحسب الظروف، أو بحسب مجريات الأمور، أو الإرشاد المتوفر، هي تعريب لمصطلح (Availability heuristic) وهو يستعمل في مجال علم النفس ليدل على أشخاص يقومون باختصار عملية التحليل العقلي معتمدين على المعرفة الفورية المتوفرة والتي تتبادر إلى ذهنهم لحظة تقييمهم لموضوع ما أو لمفهوم مل أو لإتخاذ القرارات. تعمل عقلية «بحسب الظروف» على مبداء نفسي يقول أن تذكر أمرا ما يعني أنه يجب أن أن يكون مهمًا، أو على الأقل أكثر أهمية من الحلول البديلة التي لا يتم تذكرها بسهولة. وبالتالي، من يعتمد عقلية «بحسب الظروف»، يميلون إلى تقييم أحكامهم بشكل كبير تجاه المعلومات الأكثر حداثة. وهذا ما يجعل للأخبار وسائل الإعلام تأثيرا كبيرا عليهم حتى ولو لم تكن صحيحة. 

## تطبيقات

### وسائل الإعلام
بعد مشاهدة أخبار عن عمليات خطف للأطفال، يصبح اقتناع الناس بأن احتمال حدوث هذا الحدث هو محقق ويبدأوا في أخذ الحيطة أكثر من العادة. يمكن للتغطية الإعلامية أن تساعد في تأجيج مثال تحيزي بشكل كبير مثل التغطية الواسعة النطاق للأحداث غير العادية، مثل جرائم القتل أو حوادث الطيران والتي تزيد من تأثر الناس بالحدث وأخذ الحيطة ضده. كما أن تغطية الأحداث الأقل لأحداث روتينية تقلل من الإثارة، مثل الأمراض الشائعة أو حوادث السيارات.

على سبيل المثال، يميل الكثيرون من الناس أن احتمال الوفاة بسبب هجمات أسماك القرش هي أكبر من احتمال الوفاة من التعرض لأجزاء من طائرات متساقطة. وهذا العتقاد يعود إلى أن وسائل الإعلام تغطي حوادث هجوم أسماك القرش على نطاق واسع في حين أنها نادراً ما تعطي أخبار الوفيات الناجمة عن سقوط أجزاء الطائرة.

### الصحة
هناك دلائل عديدة أن عقلية «بحسب مجريات الأمور» لها تأثير كبير في عالم الطب. فمثلا، خلال إجراء بحث تحليلي، أشار 331 طبيبا عن خوفهم من التعرض لمرض الإيدز بينما أظهرت تحاليل البحث عن عدم وجود أي رابط بين الإثنين.
في بحث أقيم عام 1992 طلب من مجموعة أشخاص تحديد أمرض أشخاص بعوارض مزعومة، ودلت النتيجة أن معظم الإيجابات أشارت إلى أنهم مصابون إما بالإنفلونزا إو بالإيذز ويعود ذلك إلى تحكم عقلية «بحسب الظروف» التي اعتمدت على ما تذكره المشاركون من الأمراض.

### في الأعمال والاقتصاد
دلت الأبحاث التي درست تأثير «عقلية بحسب الظروف» على نتائج أسواق العمل على أن هناك عاملين يؤثران على الأشخاص بعقلية حسب الظروف:
- العامل الأول هو النتيجة: مثل معلومات عن نتائج استثمارية إيجابية أوسلبية، و
- العامل الثاني هو المخاطر: أي ما هي المخاطر المالية التي تؤثر في لحظتها. [8]

وبالمثل، دلت الأبحاث إلى أنه في لا يمكن الوثوق بأشخاص ذو عقلية بحسب الظروف لأنهم يقيمون الاحتمالات عن طريق إعطاء وزن أكبر للمعلومات الحالية أو التي يتم استرجاعها بسهولة بدلاً من معالجة جميع المعلومات ذات الصلة.
في الواقع، من يستخدم من المستثمرون عقلية بحسب الظروف لاتخاذ قراراتهم الإستثمارية، قد يعيقون نجاحهم في الاستثمار. فإن كانت تصوراتهم العالقة في ذهنهم مبنية عن بيئة سوق قاسية قد تجعلهم ينظرون إلى فرص الاستثمار من خلال عدسة سلبية مفرطة، مما يجعله أقل استعدادا لتحمل مخاطر الاستثما، بغض النظر عن حجم العوائد على الاستثمارات «الآمنة» المتصورة.

### في التعليم
آشارت دراسات بحثية إلى أن تقييم الطلاب لمادة تعلمية تتأثر كثيرا بأخر النشاطات التي قاموا بها قبل إعطاء التقييم.

### في العدالة الجنائية
أشارت دراسات حول المؤثرات التي تجعل أشخاص من تحديد العقاب ضد جريمة ما أن قراراتهم اعتمدت على درجة تغطية الإعلام لقضايا مماثلة.
كما أشارت دراسة أخرى إلى أن العامة اتخذوا مواقف حول قرارات القضا{ بناء على تغطية الإعلام للقضايا وليس بناء على معطيات القضية.
كما آشار بحث جرى عام 1989 أن أعضاء المحلفين يعتبرون شهادة شاهد ما أنها خداع إذ كذب الشاهد قبل أن يقول الحقيقة مقارنة بالكذب بعد قول الحقيقة.

## روابط خارجية
- كيف يعمل المعتقد - مقال عن أصول التحيز.